# Warmoesbrug (Delft)
De Warmoesbrug is een gemetselde stenen boogbrug met balusterleuningen in het centrum  van de stad Delft, in de Nederlandse provincie Zuid-Holland. De brug is een rijksmonument en is vermoedelijk gebouwd in de 18e eeuw.

## Naamgeving
Deze gecompliceerde brug vormt een geheel met de Kaakbrug. Samen vormen ze een T-vormige (eigenlijk L-vormige) overkluizing. 
De brug is genoemd naar de waren die er verhandeld werden, groenten en fruit ('warmoes' in het Middelnederlands). De brug was in vakken verdeeld waar iedere handelaar zijn eigen standplaats had.

Het zuidelijk einde van de brug, een soort verlenging aan de Wijnhaven, was vroeger van hout en werd in 1575 vervangen door een stenen overwelving. Dit was de plaats waar potten en pannen verkocht werden.
De brug is in 1973–1974 samen met de Kaakbrug gereconstrueerd.